# Droga A308(M)

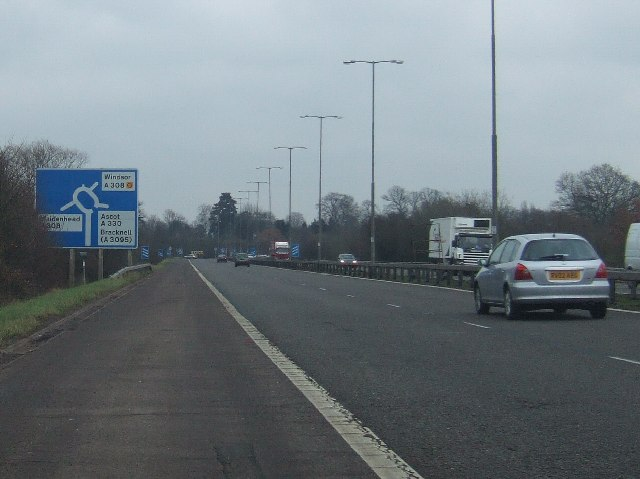
Widok w kierunku ronda z drogami A308 i A330 (styczeń 2006)

Droga A308(M), autostrada A308(M) (znana też jako odnoga Maidenhead; ang. A308(M) motorway, Maidenhead Spur) – autostrada w Wielkiej Brytanii, znajdująca się w całości na obszarze hrabstwa ceremonialnego Berkshire w Anglii. Długość trasy wynosi 0,6 mili (1 km). Stanowi część obwodnicy Maidenhead, biegnąc od węzła nr 8/9 autostrady M4 do drogi A308 na południe od centrum miejscowości. A308(M) jest jedną z najkrótszych brytyjskich autostrad i zasadniczo uznawana jest za drugą najkrótszą, po autostradzie A365(M) w ciągu Mancunian Way.

## Historia
W 1961 roku oddano do użytku drogę A4(M), która biegła od obecnego węzła nr 7, miała węzeł z drogą A308 i kończyła się na węźle z drogą A4. W 1963 roku otwarto obwodnicę Slough do węzła nr 7 i dokonano zmiany numeracji A4(M) na M4; węzeł z drogą A308 otrzymał numer 8, natomiast węzłowi z A4 nadano numer 9.
Zmieniono planowany przebieg M4, kierując trasę na południe od miasta Reading zamiast na północ. Gdy w 1971 roku wydłużono M4, powstał nowy węzeł z drogą, która w późniejszych latach stała się łącznikiem. Ponieważ powstał on zbyt blisko ówcześnie istniejącego węzła nr 8, stary węzeł został zamknięty. Zbudowano również nowy węzeł, któremu nadano oznaczenie 8/9 dla ułatwienia orientacji podróżującym. Oryginalny przebieg M4 został przenumerowany na A423(M), a w latach 90. na A404(M). Wybudowano nową drogę, A308(M), celem utrzymania połączenia drogowego z arterią A308, równocześnie łącząc ją z A404(M) i M4 poprzez rondo.

## Węzły
| Droga A308(M)                                                                        |                         |                                              |
| Wyjazd w kierunku wschodnim                                                          | Węzeł                   | Wyjazd w kierunku zachodnim                  |
| Kontynuacja jako A308 w stronę Maidenhead, Windsor A330 do Ascot i Bracknell (A3095) | A308 & A330 Zakończenie | London, Reading (M4) A308(M), Oxford A404(M) |
| Maidenhead, Windsor A308, Ascot A330, Bracknell A3095                                | A308 & A330 Zakończenie | Początek autostrady                          |
| Początek autostrady Maidenhead (Central) A308(M)                                     | M4 J8/9 A404(M)         | The WEST M4, London M4 High Wycombe A404(M)  |